# Emília Miret i Soler
Emília Miret i Soler (Barcelona, 10 de novembre de 1891 - agost de 1957) va ser una compositora i pianista catalana.

## Biografia
Estudià a l'Escola Municipal de Música de Barcelona, amb Joan Bautista Pellicer (piano) i Joan Lamote de Grignon (composició); l'any 1909 hi va ser distingida amb el primer premi de piano. Va ser becada (1911) per l'ajuntament de Barcelona per ampliar la formació al conservatori reial de Brussel·les, cosa que feu amb Adolphe Wouters, amb tant d'aprofitament que també guanyà el primer premi de piano del conservatori belga.
Després de fer una gira de concerts per Bèlgica, el 1914 tornà a Barcelona i tocà a diverses associacions musicals; als cicles de l'Associació de Música de Cambra, i amb l'Orquestra Simfònica de Barcelona. En una ràdio que aleshores es feia en rigorós directe, va ser la primera pianista que actuà a Ràdio Barcelona, on mantenia converses amb Maria Cinta Balagué
, i la primera que hi feu un concert regular cada quinze dies el 1925 (encara tocava a l'emissora el 1941). L'any 1927 fundà l'"Acadèmia Miret" d'ensenyament de música. El 21 de novembre de 1929, en el marc de la "III Exposició Art en el Penedès", participà en un gran concert que aplegà a Vilanova dues de les millors cobles de Catalunya, la Barcelona i la Principal de la Bisbal; una orquestra amb més de trenta músics dirigits per Francesc Montserrat; el gran violinista Eduard Toldrà i un trio de "músics vilanovins establerts a Barcelona" que eren el violoncel·lista Amadeu Recasens, el violinista Antoni Escofet i la pianista Emília Miret. Més endavant, el 1935, diversos d'aquests músics es reuniren novament en el nodrit grup d'artistes que homenatjaren el mestre Montserrat, en una selecció que comprenia els esmentats Toldrà, Recasens i Miret, juntament amb el ballarí Joan Magriñà, la pianista Maria Dolors Rosich, la cantant i actriu Antònia Paretes, el pianista Màrius Montserrat i una orquestra de 40 músics. Miret va ser escollida per fer el concert de clausura del curs 1933-1934 de la Residència d'Estudiants de Catalunya.
El 14 de maig de 1939, i amb Miret de solista, la Banda Municipal de Barcelona feu el darrer concert amb Joan Lamote de Grignon de director abans de ser-ne depurat i expulsat pel franquisme. Com a compositora fou autora quasi exclusivament d'obres per a piano.
No se'n coneix ni el lloc ni la data de defunció, que ha de ser posterior a l'actuació radiofònica de 1941. L'ajuntament de Barcelona li dedicà el 2011 uns jardins públics a Barcelona, entre els carrers Robert Gerhard, Lamote de Grignon i Rosa Leveroni.

## Obres
- En el campo
- Madrigal de la fuente
- Primícies, colección muy fácil para piano en clave de sol las dos manos
- Vals en la mayor